# Giovanni van Bronckhorst
Giovanni Christiaan van Bronckhorst (Roterdã, 5 de fevereiro de 1975) é um treinador e ex-futebolista neerlandês que atuava como lateral esquerdo. Atualmente comanda o Beşiktaş.
Como jogador, foi um dos grandes da posição na década de 2000. Aposentou-se em julho de 2010, após disputar a final da Copa do Mundo.
Seu título mas importante foi o da Liga dos Campeões da UEFA de 2005–06, onde o Barcelona sagrou-se campeão. Já pela Seleção Neerlandesa na Copa do Mundo de 2010, Van Bronckhorst, que era o capitão da equipe, teve a chance de erguer o troféu mais importante do futebol, mas viu sua Seleção ser derrotada por 1 a 0 pela Espanha.
Quando jogava no Barça, devido ao seu extenso sobrenome, foi apelidado simplesmente de Gio e usou apenas as três letras para identificá-lo na camisa.

## Carreira como jogador

### Início
Descendente de indonésios, Van Bronckhorst começou a jogar futebol nas categorias de base do Feyenoord, em Roterdã, aos 7 anos de idade. Assinou seu primeiro contrato profissional com o mesmo clube em 1993, e foi inicialmente emprestado ao RKC Waalwijk para adquirir experiência.
Uma temporada depois, ele voltou ao time que o revelou, permanecendo por mais quatro anos e disputando um total de 103 partidas pela Eredivisie, período em que o clube venceu a Copa dos Países Baixos, em 1995. Em 1998 foi contratado pelo Rangers, da Escócia, por 7,5 milhões de euros.

### Arsenal
O sucesso na Escócia fez o Arsenal pagar quase 14 milhões de euros para contratar o jogador em julho de 2001. No entanto, uma grave lesão nos ligamentos do joelho, sofrida em uma partida contra o Fulham, afastou o neerlandês dos gramados por muito tempo. Quando voltou, passou a ser utilizado mais recuado, como ala ou lateral-esquerdo.

### Barcelona

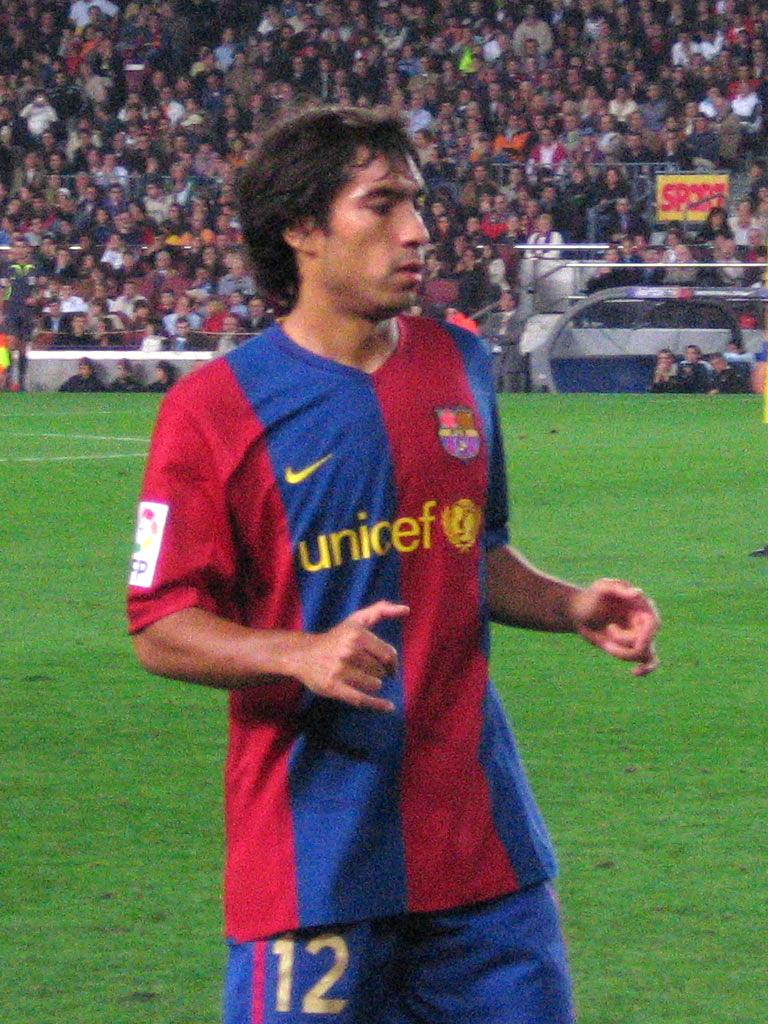
Van Bronckhorst em ação pelo Barcelona

Disputou 42 partidas pelo clube inglês, entre elas a vitória sobre o Southampton na final da Copa da Inglaterra de 2002, mas nem assim conseguiu se manter no elenco do Arsenal, que o emprestou para o Barcelona na temporada seguinte, que tinha a opção de contratá-lo em definitivo. Na temporada 2004–05, ajudou o time catalão a vencer a La Liga e permaneceu no clube.
Van Bronckhorst adaptou-se tão bem ao Barça que passou a levar o apelido "Gio" na camisa, ao invés do extenso sobrenome. Com o passar do tempo, tornou-se peça fundamental na equipe comandada pelo também neerlandês Frank Rijkaard. Foi titular em grande parte da conquista da Liga dos Campeões da UEFA de 2005–06, ao lado de nomes como Ronaldinho, Samuel Eto'o e Xavi. Já na temporada 2006–07, sofreu com algumas lesões e chegou a dividir a posição com o brasileiro Sylvinho.

### Feyenoord
Com isto, recebeu uma proposta do seu primeiro clube, o Feyenoord, e em junho de 2007 rumou para o clube neerlandês da cidade portuária.
Após mais três anos no clube, período em que conquistou novamente a Copa dos Países Baixos, optou por encerrar sua carreira em 2010, aos 35 anos. Cinco anos depois, no mesmo Feyenoord, iniciaria sua carreira como treinador.

## Seleção Nacional
Fez sua estreia na Seleção Neerlandesa em agosto de 1996, em um empate por 2 a 2 diante do Brasil. Esteve no grupo que disputou a Copa do Mundo FIFA de 1998, na França, mas não chegou a entrar em campo. Disputou também as Eurocopas de 2000 e 2004, esta última como titular do time comandado por Dick Advocaat, seu ex-treinador no Rangers.

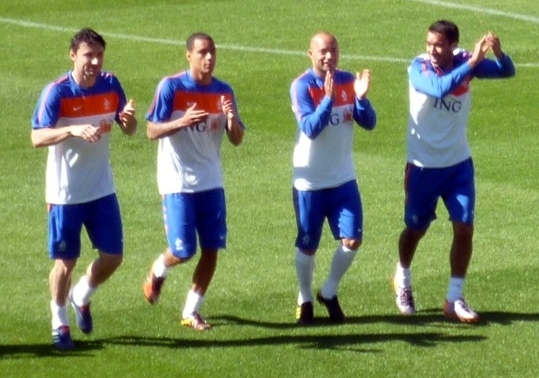
Da esquerda para a direita: Van Bommel, Van der Wiel, De Zeeuw e Van Bronckhorst

Com mais de 50 jogos com a camisa laranja, Van Bronckhorst foi um dos atletas mais experientes do grupo que Marco Van Basten levou à Copa do Mundo FIFA de 2006, na Alemanha. Titular na lateral-esquerda, ele disputou três partidas (ficou de fora do jogo contra a Argentina na primeira fase), apesar de ter sofrido uma contusão um pouco antes do início da Copa.
Após a Copa do Mundo, Van Bronckhorst balançou as redes pela Holanda no dia 28 de março de 2007, garantindo a vitória de 1 a 0 contra a Eslovênia, em jogo válido pelas Eliminatórias para a Eurocopa de 2008.
Presente na lista dos 23 convocados por Van Basten para a Euro 2008, o lateral teve grande atuação e marcou um gol no dia 9 de junho, na vitória por 3 a 0 contra a Itália.
Em 2010, na Copa do Mundo FIFA realizada na África do Sul, Gio foi titular e capitão da Laranja. Fez um belo gol de fora da área na semifinal contra o Uruguai, onde os Países Baixos venceram por 3 a 2. Os Países Baixos chegaram à final pela terceira vez em sua história e, como capitão da equipe, van Bronckhorst teve a grande chance de erguer o troféu mais importante do futebol, mas viu sua seleção ser derrotada por 1 a 0 pela Espanha. Este foi o último jogo de van Bronckhorst como profissional.

## Carreira como treinador

### Feyenoord
Iniciou sua carreira como técnico em julho de 2011, inicialmente como auxiliar de Ronald Koeman no Feyenoord. O clube holandês terminou a Eredivisie na segunda posição, garantindo assim vaga na próxima Liga dos Campeões da UEFA.
Em 23 de março de 2015, depois do treinador Fred Rutten ter confirmado a saída no final da temporada, a diretoria do Feyenoord anunciou que Van Bronckhorst seria o novo técnico da equipe.

### Rangers
Foi anunciado pelo Rangers no dia 18 de novembro de 2021.

## Títulos

### Como jogador
Feyenoord
- Copa dos Países Baixos: 1994–95 e 2007–08

Rangers
- Campeonato Escocês: 1998–99 e 1999–00
- Copa da Escócia: 1998–99 e 1999–00
- Copa da Liga Escocesa: 1998–99

Arsenal
- Premier League: 2001–02
- Copa da Inglaterra: 2001–02 e 2002–03

Barcelona
- La Liga: 2004–05 e 2005–06
- Supercopa da Espanha: 2005 e 2006
- Liga dos Campeões da UEFA: 2005–06

### Como treinador
Feyenoord
- Copa dos Países Baixos: 2015–16 e 2017–18
- Eredivisie: 2016–17
- Supercopa dos Países Baixos: 2017 e 2018

Rangers
- Copa da Escócia: 2021–22